# Ga công viên trường đua ngựa Seoul
Ga công viên trường đua ngựa Seoul là ga trên tuyến 4 của Tàu điện ngầm Seoul. Đúng với cái tên, nó nằm gần Trường đua Seoul, một trường đua ngựa. Nó thu hút một số lượng người lớn, đặc biệt vào cuối tuần khi hàng ngàn người dân Seoul đổ xô về trường đua để đặt cược ngựa mà họ yêu thích. Điều này thể hiện rõ sự khác biệt giữa hành khách ngày thường và ngày cuối tuần sử dụng nhà ga này.
Công viên sân gôn giải trí cũng có thể truy cập thông qua Ga công viên trường đua ngựa Seoul.

## Bố trí ga
| ↑ Seonbawi         |
| \| ２              |
| Seoul Grand Park ↓ |

| １ | ● Tuyến 4 | ← Hướng đi Jinjeop |
| ２ | ● Tuyến 4 | → Hướng đi Oido →  |

## Hành khách
| Ga      | Số lượt | Số lượt | Số lượt | Số lượt | Số lượt | Số lượt | Số lượt |
| Ga      | 2000    | 2001    | 2002    | 2003    | 2004    | 2005    | 2006    |
| ------- | ------- | ------- | ------- | ------- | ------- | ------- | ------- |
| Tuyến 4 | 5238    | 5647    | 6175    | 6043    | 5119    | 4679    | 4793    |